# Пусконаладочные работы
Пусконаладочные работы (ПНР) — комплекс работ, выполняемых в период подготовки и проведения индивидуальных испытаний и комплексного опробования оборудования. Работы по более тонкой и детальной настройке, выполняемые на смонтированном оборудовании, перед вводом в эксплуатацию.
Монтаж оборудования и пусконаладочные работы не являются строительными работами, поскольку согласно ОКВЭД 2 не входят в раздел F Строительство.
Ранее действовавший Приказ 624, относящий монтажные и пусконаладочные работы к сфере строительства не применяется с 01.07.2017 года.

## ПНР в машиностроении
Пусконаладочные работы включают организационно-техническую подготовку: комплексное опробование и наладку оборудования, доведение загрузки его до проектной мощности.
Организационно-техническая подготовка составляет примерно 10...15% общей трудоемкости пусконаладочных работ. Сюда входят приемка смонтированного оборудования для наладки у монтажной организации с участием заказчика, составление плана-графика пусконаладочных работ и согласование срока ввода объектов в эксплуатацию, подготовка рабочих мест, доведение заданий до наладчиков и обеспечение фронта работ.

### Основные этапы
1. Проверка качества сборки оборудования (визуальный и технический осмотр);
2. Устранение неполадок, если они были выявлены;
3. Пробный запуск и мониторинг работоспособности техники;
4. Осмотр систем аварийного запуска и остановки;
5. Адаптация оборудования под конкретные эксплуатационные условия (подналадка);
6. Настройка программного обеспечения, если таковое имеется;
7. Зачастую в ПНР входит изготовление пробной партии продукции;
8. Подписание акта ввода в эксплуатацию и передача заказчику комплекта документации на оборудование.

## ПНР в электроэнергетике

### Первый (подготовительный) этап
- Подрядчик разрабатывает (на основе проектной и эксплуатационной документации предприятий-изготовителей) рабочую программу пусконаладочных работ, включающую мероприятия по охране труда; передает заказчику замечания по проекту, выявленные в процессе разработки рабочей программы; готовит парк измерительной аппаратуры, испытательного оборудования и приспособлений.

- Заказчик выдает подрядчику уставки релейной защиты, блокировок и автоматики, согласованные с энергосистемой; подает напряжение на рабочие места наладочного персонала от временных или постоянных сетей электроснабжения; назначает представителей по приемке пусконаладочных работ и согласовывает с подрядчиком сроки выполнения работ, учтенные в общем графике строительства.

### Второй этап
- Производятся наладочные работы на отдельно стоящих панелях управления, защиты и автоматики, а также наладочные работы, совмещенные с электромонтажными работами. Начало пусконаладочных работ определяется степенью готовности строительно-монтажных работ: в электротехнических помещениях должны быть закончены все строительные работы, включая и отделочные, закрыты все проемы, колодцы и кабельные каналы, выполнено освещение, отопление и вентиляция, закончена установка электрооборудования и выполнено его заземление.
- Генеральный подрядчик обеспечивает временное электроснабжение и временную связь в зоне производства работ.
- Заказчик обеспечивает:
  - согласование с проектной организацией вопросов по замечаниям, выявленным в процессе изучения проекта;
  - авторский надзор со стороны проектных организаций;
  - замену отбракованного и поставку недостающего электрооборудования, устранение дефектов электрооборудования и монтажа, выявленных в процессе производства пусконаладочных работ;
  - проверку и ремонт электроизмерительных приборов.

По окончании второго этапа пусконаладочных работ и до начала индивидуальных испытаний подрядчик вносит изменения в принципиальные электрические схемы объектов электроснабжения, включаемых под напряжение.

### Третий этап
- Выполняются индивидуальные испытания электрооборудования, в частности проверка и испытания систем охлаждения и РПН трансформаторов, устройств защиты, автоматики и управления оборудованием, особенно с новыми реле фирм, НПП «ЭКРА», Сименс и АББ.
- Введение эксплуатационного режима на данной электроустановке, после чего пусконаладочные работы должны относиться к работам в действующих электроустановках и выполняться с оформлением наряда-допуска и соблюдением технических и организационных мер безопасности.
- Производятся индивидуальные испытания оборудования, настройка параметров, уставок защит и характеристик оборудования, опробование схем управления, защиты и сигнализации, а также опробование электрооборудования на холостом ходу.
- После окончания индивидуальных испытаний электрооборудование считается принятым в эксплуатацию. При этом подрядчик передает заказчику протоколы испытаний электрооборудования повышенным напряжением, проверки устройств заземления и зануления, а также исполнительные и принципиальные электрические схемы, необходимые для эксплуатации электрооборудования. Все остальные протоколы наладки электрооборудования передаются заказчику в срок до четырех месяцев после приемки объекта в эксплуатацию. Окончание пусконаладочных работ на третьем этапе оформляется актом технической готовности электрооборудования для комплексного опробования.

### Четвертый этап
- Производится комплексное опробование электрооборудования по утвержденным программам.
- Выполняются пусконаладочные работы по настройке взаимодействия систем электрооборудования в различных режимах. В состав указанных работ входят:
  - обеспечение взаимных связей, регулировка и настройка характеристик и параметров отдельных устройств и функциональных групп электроустановки с целью обеспечения на ней заданных режимов работы;
  - опробование электроустановки по полной схеме на холостом ходу и под нагрузкой во всех режимах работы для подготовки к комплексному опробованию технологического оборудования.

Пусконаладочные работы на четвертом этапе считаются законченными после получения на электрооборудовании предусмотренных проектом параметров и режимов, обеспечивающих устойчивый технологический процесс. Для силовых трансформаторов - это 72 часа работы под нагрузкой, для воздушных и кабельных линий электропередачи — 24 часа работы под нагрузкой. 